# 蚁螳属
蚁螳属（学名：Myrmecomantis）是矮螳科的一属。

## 下属物种
本属包括以下物种：
- Myrmecomantis atra Giglio-Tos, 1913